# Stenotarsus kokodensis
Stenotarsus kokodensis es una especie de coleóptero de la familia Endomychidae.

## Distribución geográfica
Habita en Nueva Guinea.